# Autovía M-21
Die Autovía M-21 ist eine Stadtautobahn in Madrid. Die Autobahn beginnt  an der  M-40 und endet an der M-45/M-50.
Sie dient als Zubringer nach San Fernando de Henares und zum Industriegebiet Coslada.

## Größere Städte an der Autobahn
- Madrid